# Theeroute

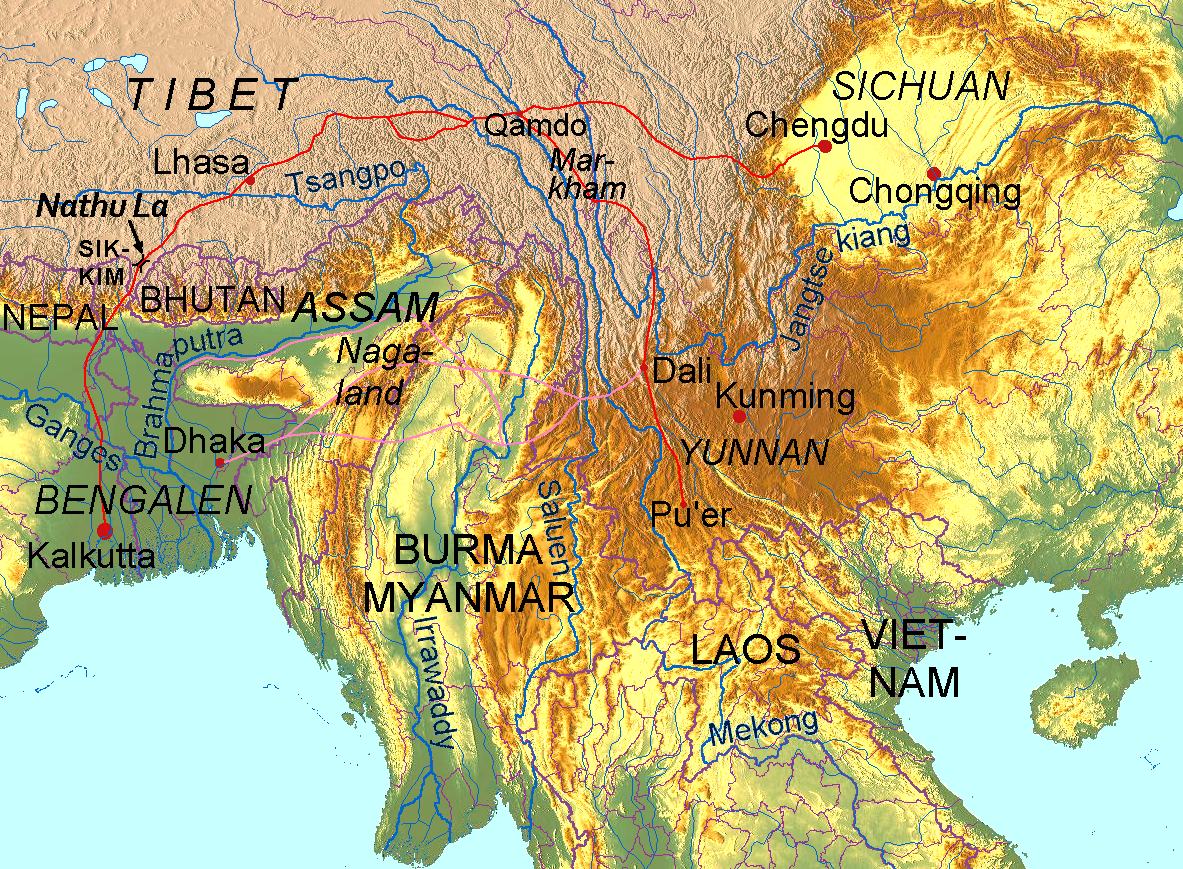
Thee-Paardenroute

De antieke Theeroute (Vereenvoudigd Chinees: 茶马古道, Traditioneel Chinees: 茶馬古道), ook wel Thee-Paardenroute, was een netwerk van handelsroutes voor karavanen muildieren en paarden die door de bergen van de provincies Yunnan en Sichuan in Tibet en het zuidwesten van het Chinees keizerrijk liepen. De theeroute wordt ook wel aangeduid als de zuidelijke zijderoute.
De route stond van de klassieke oudheid tot de late middeleeuwen in verbinding met de eerste theeproducerende regio's: van India via Birma naar Tibet en centraal China. De route werd eveneens gebruikt door zoutnomaden.